# Грузино-российский кризис (2008)
Грузи́но-росси́йский кри́зис (груз. ქართულ-რუსული კრიზისი) — обострение напряжённости в грузино-российских отношениях в 2008 году, непосредственно перед началом войны в Грузии.

## Стремление Грузии к евроинтеграции, реакция России
5 января 2008 года Грузия (одновременно с президентскими выборами) провела референдум по вопросу о членстве в НАТО, по результатам которого за присоединение к НАТО высказались 77 % грузинских избирателей. В феврале президент Грузии Михаил Саакашвили направил письмо генеральному секретарю НАТО Яаапу де Хооп Схефферу, в котором была выражена готовность грузинской стороны присоединиться к Плану действий по подготовке к членству в НАТО (ПДПЧ).
6 марта Россия объявила о своём выходе из режима экономических санкций против Абхазии. МИД РФ направил Исполкому СНГ официальную ноту о том, что власти РФ в силу изменившихся обстоятельств не считают себя более связанными положениями Решения Совета глав государств СНГ «О мерах по урегулированию конфликта в Абхазии, Грузия» от 19 января 1996 г.: «Данное решение принималось в 1996 году на фоне острого противостояния сторон в грузино-абхазском конфликте, продолжавшемся после кровопролитной войны 1992—1993 гг. В то время его целью было побудить Абхазию занять более гибкую позицию, прежде всего, по вопросу о возвращении беженцев и внутренне перемещённых лиц», — было сказано в сообщении Департамента МИД РФ для СМИ, распространённом 6 марта 2008 г. В документе заявлялось, что ситуация в последние годы кардинально изменилась и в плане возвращения беженцев (Гальский район) и в плане выполнения абхазской стороной других обязательств, в то время как грузинская сторона не проявляла аналогичного конструктивного подхода к выполнению ранее достигнутых договорённостей (отказ Грузии от порядка регистрации вернувшихся в Гальский район беженцев, размещение в верхней части Кодорского ущелья административной структуры, подчиняющейся Грузии, и т. д.).
В начале апреля на саммите НАТО в Бухаресте главы государств и правительств стран членов НАТО заявили, что Грузия сможет стать членом НАТО, когда будет соответствовать предъявляемым требованиям к членству в этой организации.
Власти России свой выход из режима санкций назвали предупреждением Грузии и её союзникам о том, что они не потерпят присутствия НАТО на южных границах РФ; расширение НАТО на восток рассматривалось как угроза их стратегическим интересам в Европе. Комментируя итоги апрельского саммита НАТО, глава Генштаба ВС РФ генерал Юрий Балуевский заявил, что если Грузия присоединится к НАТО, Россия будет вынуждена принять «военные и иные меры» для обеспечения своих интересов вблизи государственных границ.
Глава правительства РФ Владимир Путин в ответ заявил о намерении «предметно поддержать» Абхазию и Южную Осетию, руководители которых обратились к нему с выражением опасения по принятому на саммите НАТО решения. В заявлении российского МИД было сказано: «Россия своё отношение к курсу руководства Грузии на ускоренную атлантическую интеграцию доводила до сведения и грузинской стороны, и членов альянса. Любые попытки оказать политическое, экономическое, а тем более военное давление на Абхазию и Южную Осетию являются бесперспективными и контрпродуктивными».
16 апреля президент РФ Дмитрий Медведев издал указ, санкционирующий прямые отношения с абхазскими и южноосетинскими властями в ряде областей. Российская Федерация заявила, что это решение направлено на оказание поддержки российским гражданам и местному населению и было принято в ответ на то, что она назвала агрессивными намерениями Грузии.
Грузинская сторона заявила решительный протест против грубого нарушения суверенитета и территориальной целостности Грузии и потребовала немедленной отмены как принятого в марте решения отказаться от санкций СНГ 1996 года, так и апрельского указа. В этом Грузия получила решительную поддержку со стороны НАТО и Евросоюза.

## Нарушения воздушного пространства Абхазии
Тем временем общая обстановка в зоне грузино-абхазского конфликта оставалась напряжённой, и одним из источников этой напряжённости явилась активизация действий пилотируемых и беспилотных летательных аппаратов над территорией, контролируемой Абхазией. Абхазская сторона заявляла, что полёты беспилотных аппаратов она наблюдала над контролируемой территорией ещё с августа 2007 года. По крайней мере три БПЛА были сбиты в марте — мае 2008 года:

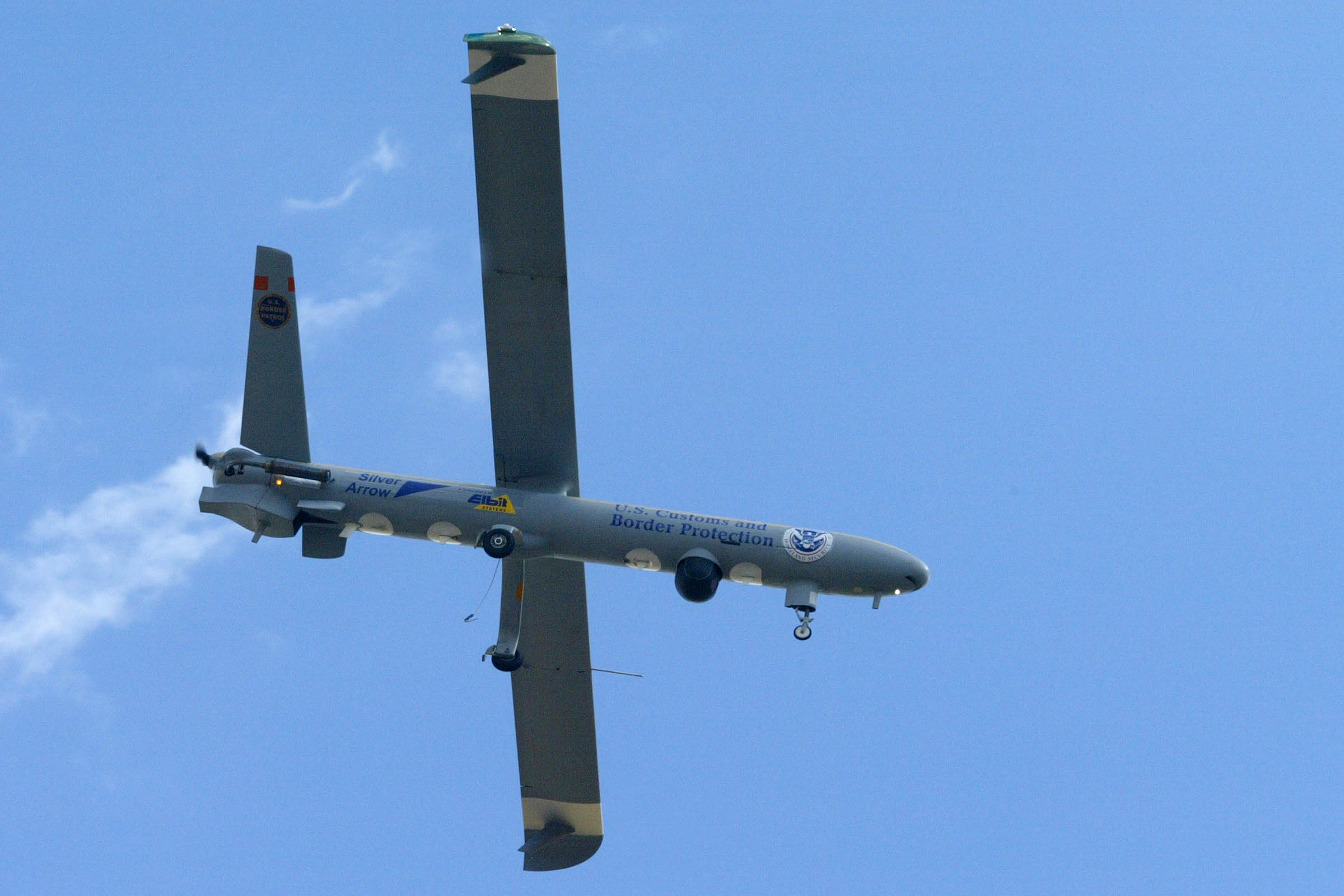
Беспилотный самолёт-разведчик Hermes 450

- 18 марта в районе населённого пункта Приморское был сбит беспилотный летательный аппарат Гермес 450 (бортовой номер 551), принадлежавший МВД Грузии[10].
- 20 апреля над населённым пунктом Гагида Очамчирского района был сбит грузинский беспилотный самолёт-разведчик. Грузинская сторона заявила, что БПЛА был сбит российским истребителем МиГ-29[11]. Этот инцидент дважды обсуждался в Совете безопасности ООН[12].

После этих событий ситуация в зоне грузино-абхазского конфликта резко обострилась. 29 апреля, ссылаясь на возможное дальнейшее ухудшение этого конфликта, Россия усилила миротворческие силы СНГ воздушно-десантным батальоном (525 человек), которому было поручено усилить контроль в зоне ограничения вооружений в Ткварчельском и Очамчирском районах (при этом общая численность миротворческих сил не вышла за установленные пределы). В конце мая, ссылаясь на решение президента РФ об оказании гуманитарной помощи абхазской стороне, правительство России ввело на территорию Абхазии подразделение железнодорожных войск. Грузинская сторона расценила эти действия как агрессивные и потребовала немедленного вывода всех дополнительных российских сил, включая железнодорожные войска.
- 4 мая силы ПВО Абхазии уничтожили два грузинских беспилотных летательных аппарата. 8 мая был сбит очередной БПЛА. По словам заместителя министра обороны Абхазии Гарри Купалба, он был вооружён ракетой класса «воздух-воздух»[15]. 12 мая были сбиты два БПЛА Гермес 450[16].

## Июнь — август
- 17 июня грузинской стороной была задержана группа российских миротворцев ССПМ. Задержание снималось телевизионщиками, солдаты были уложены лицом на дорогу, после произошедшего полковник Конашенков заявил: «Миротворцы получат такой приказ, после которого ни одна грузинская муха на них не сядет»[17].
- 29 июня — теракт в Гагре[18][19].
- 30 июня — теракт в столице Абхазии Сухуми[20].
- 1 июля — Абхазия закрывает границу с Грузией[21].
- 7 июля — около высоты Сарабуки на мине подрывается кортеж лояльного Тбилиси лидера «югоосетинского правительства в изгнании» Санакоева. Среди охраны есть жертвы, сам Санакоев не пострадал.
- 8 июля — самолёты ВВС России совершили пролёт над территорией Южной Осетии. Российский МИД объяснил появление российских самолётов необходимостью «предотвратить развитие ситуации по силовому сценарию»[22]
- 10 июля — Грузия отзывает своего посла в РФ в связи с появлением российских военных самолётов над территорией Южной Осетии[23].

### Эскалация
В конце июля — начале августа 2008 года напряжённость между Россией и Грузией продолжала усиливаться. Российские должностные лица все активнее настаивали на том, чтобы грузинская сторона подписала соглашение о неприменении силы с абхазской и южноосетинской сторонами в целях устранения напряжённости на местах и восстановления доверия в качестве основы для переговоров. Они также предлагали отложить обсуждение вопросов, касающихся возвращения перемещённых лиц и беженцев, на более поздний срок. Со своей стороны, грузинские должностные лица продолжали обвинять Российскую Федерацию в стремлении аннексировать грузинские территории и повторяли свои требования относительно дальнейшей интернационализации формата переговоров и миротворческой деятельности.
В первые дни августа перестрелки между грузинской и южноосетинской сторонами стали приобретать более интенсивный характер, в связи с чем руководство Абхазии предупредило, что, «если Грузия начнёт военные действия против Южной Осетии, Абхазия откроет второй фронт».
- 2 августа — осетинские вооруженные формирования захватывают грузинское село Нули и высоту над ним. Убиты двое солдат грузинской части миротворческих сил ССПМ[источник не указан 848 дней].
- 2 августа — начало обстрелов в Южной Осетии[25] — под обстрелом находятся грузинские села Лиахвского ущелья. 6 человек погибло, 7 ранены. Осетинской стороной начата эвакуация женщин и детей из Цхинвали, также власти республики призывают добровольцев из республик Северного Кавказа. Цхинвали фактически превращён в военный лагерь.
- 7 августа — утром грузинская армия сосредотачивается вокруг Цхинвала. Вечером начат массированный обстрел осетинских деревень и постов миротворческих сил[источник не указан 848 дней]. Находящийся в г. Гори представитель России Попов, по словам обозревателя Новой Газеты Юлии Латыниной, избегает встречи с грузинской стороной[26]. К вечеру обстрел осетинских сёл усиливается[источник не указан 848 дней].
- Ночь с 7 на 8 августа — начало штурма Грузией города Цхинвали[27] и ввод подразделений российской 58-й армии на территорию Южной Осетии[28].